# Leopoldo Ferrán
Leopoldo Ferrán Muñoz (Irun, 1963) és un artista basc. Treballa des de 1994 amb Agustina Otero Fernández i conjuntament han exposat moltes obres a diferents museus de països com França, Bèlgica, Espanya, Suïssa… Les seves obres tracten de sorprendre l'espectador i portar-lo a la reflexió del que l'envolta.

## Biografia
Leopoldo Ferrán neix a Irún, Guipúzcoa. Es forma en art al País Basc fins al 1994, i és aleshores quan decideix unir-se artísticament a Agustina Otero (San Adrián del Valle, León, 1960) amb la intenció de treballar el llenguatge plàstic i d'innovar en les seves escultures. El 1997, tots dos reben la Beca de la Diputación de Guipúzcoa, i el 2000, la Beca del Ministerio de Asuntos Exteriores, las Ayudas del Gobierno Vasco i la Diputación de Guipúzcoa. Segueixen la seva formació a Florència durant dos anys, passen altres dos anys a París i Senegal, i finalment s'instal·len primer a Hondarribia (Guipúzcoa) i després a Ituren (Navarra), on gaudeixen d'un refugi al peu de la muntanya Mendaur.
Es consideren "investigadors de l'espai", perquè s'aparten dels mètodes usuals artístics buscant el trencament amb el que l'espectador espera trobar.

## Exposicions

### Individuals
- Barcelona 1990. Agustina Otero. Barcelona, Galería Jordi Boronat, 1990.
- Irun (Gipuzkoa) 1991 Agustina Otero. Irun, Galería La Pecera, 1991.
- Pamplona/Iruña 1991 Agustina Otero. Pamplona/Iruña, Ciudadela, Pabellón de Mixtos, 19 marzo - 7 abril 1991.

### Col·lectives
- Santa Perpètua de Mogoda (Barcelona) 1980 Dibujo. Santa Perpètua de Mogoda, 1980.
- Barcelona 1981 Col·lectiva. Barcelona, Sala Busquets, 1981.
- Barcelona 1982 Escultura. Barcelona, Palau de la Virreina, 1982.
- Barcelona 1982 Colecciones. Barcelona, Galería Kreisler, 1982.
- Barcelona 1983 Col·lectiva. Barcelona, Sala Busquets, 1983.
- Barcelona 1983 Col·lectiva. Barcelona, Palau de la Virreina, 1983.
- Barcelona 1984 Col·lectiva. Barcelona, Caja Madrid, Sala de Exposiciones, 1984.
- Florencia (Italia) 1985 Col·lectiva. Florencia, Galleria Il Cenáculo, 1985.
- Florencia (Italia) 1985 Col·lectiva. Florencia, Galleria Gadarte, 1985.
- Florencia (Italia) 1986 Gráfica. Florencia, Galleria Gadarte, 1986.
- Florencia (Italia) 1986 Escultura. Florencia, Galleria Gadarte, 1986.
- Donostia-San Sebastián, Vitoria-Gasteiz, Bilbao 1988 Gure Artea'88. Donostia-San Sebastián, 1988; Vitoria-Gasteiz, 1988; Bilbao, 1988.
- Irun (Gipuzkoa) 1990 20 miradas. Irun, Amaia Kultur Zentroa-Centro Cultural Amaia, 1990.
- Lizarra-Estella (Navarra), París 1995 Leopoldo Ferrán, Agustina Otero : esculturas. Lizarra-Estella, Museo Gustavo de Maeztu,

5 junio - 15 agosto 1995; París, Cité Internationale des Arts, 1995.
- Bilbao 1995 Unai San Martín, Agustina Otero y Leopoldo Ferrán : Mazarredo 3 5 2 (una habitación con

vistas). Bilbao, Sala Rekalde-Area 2, 3 - 30 julio 1995.
- Sète (Francia) 1995 L'art d'aimer. Sète, Villa Saint Clair, 1995.
- Pamplona/Iruña 1995 - 1996 Leopoldo Ferrán, Agustina Otero : hem to pan. Pamplona/Iruña, Ciudadela, Horno,

14 diciembre 1995 - 7 enero 1996.
- Valencia 1996 Leopoldo Ferrán, Agustina Otero : el reloj del tiempo. Valencia, Reales Atarazanas, 1996.
- Amsterdam, Lieja (Bélgica) 1996 Movimiento - inercia. Amsterdam, Proton ICA, 1996; Lieja, Galerie Les Brasseurs, 1996.
- Hendaia-Hendaye (Lapurdi) 1996 Astroporte. Hendaia-Hendaye, 1996.
- Donostia-San Sebastián 1996 Unidad - diversidad. Donostia-San Sebastián, Sala Garibai, 31 mayo - 16 junio 1996.
- Pamplona/Iruña 1996

Formas. Pamplona/Iruña, Ciudadela, junio - octubre 1996.
- Vitoria-Gasteiz 1997

Leopoldo Ferrán, Agustina Otero : cartografía para el corredor de un delta sin mar.
Vitoria-Gasteiz, Centro Cultural Montehermoso Kulturunea, Antiguo Depósito de Aguas, 6 marzo -
6 abril 1997.
- Pamplona/Iruña 1997

Leopoldo Ferrán, Agustina Otero : pintura y escultura. Pamplona/Iruña, Galería Lekune,
14 mayo - 7 junio 1997.
- Barcelona 1997

Leopoldo Ferrán, Agustina Otero : la trinchera líquida. Barcelona, Fundació Joan Miró,
Espai 13, 1997.
- Rovereto (Italia) 1997

Leopoldo Ferrán, Agustina Otero : en el jardín del perfume varado. Rovereto, MART-
Museo d'Arte Moderna e Contemporanea di Trento e Rovereto, 1997.
- Lizarra-Estella (Navarra) 1997

Leopoldo Ferrán & Agustina Otero : tutto sono isole. Lizarra-Estella, Museo Gustavo de
Maeztu, 21 junio - 30 septiembre 1997.
- Madrid 1998

Arco'98. Madrid, Ifema : Galería Salvador Díaz (Madrid), 12 - 17 febrero 1998.
- El Cairo 1998

VII Bienal Internacional de El Cairo. El Cairo, Pabellón de España, 1998.
- Artajona (Navarra) 1998

Leopoldo Ferrán, Agustina Otero : cautivo. Artajona, Iglesia de San Saturnino, 12 - 20
septiembre 1998.
- Pamplona/Iruña 1999

Leopoldo Ferrán, Agustina Otero : el salto del caballo. Pamplona/Iruña, Galería Lekune,
28 enero - 5 marzo 1999.
- Abarca de Campos (Palencia) 1999

Leopoldo Ferrán, Agustina Otero : zozobra. Abarca de Campos, Centro de Arte
Contemporáneo La Fábrica, 1999.
- Hondarribia (Gipuzkoa) 1999

Okupgraf'99. Hondarribia, 1999.
- Bilbao 2000

Tximistaz Zauritutako Dorrea : ezinezkoa helburutzat = La Torre Herida por el Rayo : lo
imposible como meta. Bilbao, Museo Guggenheim Bilbao, 1 febrero - 4 junio 2000.
- Madrid 2000

Arco'00. Madrid, Ifema : Galería Lekune (Arazuri, Navarra), 10 - 15 febrero 2000.
- París 2000

Leopoldo Ferrán, Agustina Otero : trente-six sphères tendues pour une èglise. París,
Hôpital de la Pitiè-Salpêtrière, Chapelle Saint-Louis, marzo - abril 2000.
- Pamplona/Iruña 2000

II Premio Navarra de Escultura 1999. Pamplona/Iruña, Museo de Navarra, abril - mayo
2000.
- Arazuri (Navarra) 2000

Leopoldo Ferrán, Agustina Otero : aptitud, potencia u ocasión para ser o existir las
cosas. Arazuri, Galería Lekune, junio 2000.
- Madrid 2000

Gabriel Díaz, Leopoldo Ferrán y Agustina Otero, Javier Pérez, Mabi Revuelta. Madrid,
Galería Salvador Díaz, 8 noviembre - 28 diciembre 2000.
- Iruña/Pamplona 2001

Generación. Pamplona/Iruña, Galería Moisés Pérez de Albéniz, 25 enero - 18 marzo
2001.
- Madrid 2001

Arco'01. Madrid, Ifema : Galería Moisés Pérez de Albéniz (Pamplona/Iruña), 14 - 19
febrero 2001.
- Valladolid 2001

Leopoldo Ferrán, Agustina Otero : de peregrinos y náufragos. Valladolid, Monasterio de
Nuestra Señora de Prado, 18 mayo - 31 julio 2001.
- Segovia 2001

Leopoldo Ferrán, Agustina Otero : del temblor heroico. Segovia, Iglesia de San Juan de
los Caballeros, noviembre 2001.
- Ginebra (Suiza) 2001

9º Biennale de l'Image en Mouvement. Ginebra, Centre pour l'Image Contemporaine,
2 - 10 noviembre 2001.
- Madrid 2002

Arco'02. Madrid, Ifema : Galería Moisés Pérez de Albéniz (Pamplona/Iruña), 14 - 19
febrero 2002.
- Pamplona/Iruña 2002

Leopoldo Ferrán, Agustina Otero : morar. Pamplona/Iruña, Galería Moisés Pérez de
Albéniz, marzo - abril 2002.
- Vitoria-Gasteiz 2002

Gotikoa..., baina exotikoa = Gótico..., pero exótico. Vitoria-Gasteiz, ARTIUM-Centro
Museo Vasco de Arte Contemporáneo, 26 abril - 30 junio 2002.
- Vitoria-Gasteiz, Granada, Vigo (Pontevedra) 2002 - 2003

Melodrama. Vitoria-Gasteiz, ARTIUM-Centro Museo Vasco de Arte Contemporáneo, 26
abril - 22 septiembre 2002; Granada, Centro José Guerrero, 17 octubre 2002 - 19 enero 2003;
Vigo, MARCO-Museo de Arte Contemporánea de Vigo, febrero - abril 2003.
- Venecia (Italia) 2002

VIII Mostra Internazionale di Architettura di Venezia. Venecia, Arsenale, 8 septiembre -
3 noviembre 2002.
- Barcelona 2002

Leopoldo Ferrán y Agustina Otero. Barcelona, Galeria Dels Àngels, 12 noviembre -
14 diciembre 2002.
- Bilbao 2003

R. Urrutikoetxea y sus amigos. Bilbao, Galería Ederti, 31 enero - 28 febrero 2003.
- Zaragoza 2003

Leopoldo Ferrán & Agustina Otero. Zaragoza, Galería Antonia Puyó, 4 febrero - 10 abril
2003.
- Madrid 2003

Arco'03. Madrid, Ifema : Galería Antonia Puyó (Zaragoza), 13 - 18 febrero 2003.
- Donostia-San Sebastián 2003 - 2004

Leopoldo Ferrán, Agustina Otero : crepitar. Donostia-San Sebastián, Koldo Mitxelena
Kulturunea, 28 octubre 2003 - 17 enero 2004.
- Madrid 2004

Arco'04. Madrid, Ifema : Galería Antonia Puyó (Zaragoza); Galeria Dels Àngels
(Barcelona), 12 - 16 febrero 2004.
- Ginebra (Suiza) 2004

La Bâtie Festival de Genève. Ginebra, 26 agosto - 11 septiembre 2004.
- León 2004

Escultura actual leonesa. León, Palacio de los Guzmanes, 2004.
- Carracedo (León) 2004

Colectiva. Carracedo, Monasterio de Santa María de Carracedo, 2004.
- Barcelona 2004

BAC'04 Barcelona Arte Contemporáneo : lo real capturado. Barcelona, CCCB-Centre
de Cultura Contemporània de Barcelona, 30 noviembre - 12 diciembre 2004.
- León 2005

Leopoldo Ferrán, Agustina Otero. León, Galería Cubo Azul, 28 enero - 11 marzo 2005.
- Madrid 2005

Arco'05. Madrid, Ifema : Galería Antonia Puyó (Zaragoza), 10 - 14 febrero 2005.
- Madrid 2005

Leopoldo Ferrán, Agustina Otero : obras recientes. Madrid, Galería Raquel Ponce,
27 mayo - 16 julio 2005.
- Nueva York 2005

Posthumous choreographies & other optical labyrinths. Nueva York, White Box, 2 junio -
2 julio 2005.
- Madrid 2005

Videomix. Madrid, La Casa Encendida, 2005.
- Asunción 2005

Irrealidades y realidades. Asunción, Centro Cultural de España Juan de Salazar, 2005.
- Lleida 2005

Dual : tránsitos y cruzamientos por la historia del arte. Lleida, Centre d'Art la Panera,
7 julio - 23 octubre 2005.
- Salamanca 2005

Art Salamanca'05. Salamanca, Palacio de Congresos y Exposiciones de Castilla y León :
Raquel Ponce (Madrid); Galería Cubo Azul (León), 29 octubre - 1 noviembre 2005.
- Madrid 2006

Arco'06. Madrid, Ifema : Galería Raquel Ponce (Madrid); Galería Cubo Azul (León),
9 - 13 febrero 2006.
- Santander 2006

Artesantander 06. Santander, Palacio de Exposiciones : Galería Cubo Azul (León),
12 - 16 julio 2006.
- Venecia (Italia) 2006

X Mostra Internazionale di Architettura di Venezia : città, architetture e società.
Venecia, Giardini e Arsenale, 10 septiembre - 19 noviembre 2006.
- Valencia 2006

Valencia.Art'06. Valencia, Hotel Astoria : Galería Raquel Ponce (Madrid), 28 septiembre -
1 octubre 2006.
- Madrid 2006 - 2007

Interferencias : arquitectura-arte. Madrid, Galería Astarté, 16 noviembre 2006 - 5 enero
2007.
- Salamanca 2006

Art Salamanca'06. Salamanca, Palacio de Congresos y Exposiciones de Castilla y León :
Galería Cubo Azul (León), 7 - 10 diciembre 2006.
- Madrid 2007

Arco'07. Madrid, Ifema : Galería Raquel Ponce (Madrid), 15 - 19 febrero 2007.
- Vitoria-Gasteiz, Zaragoza 2007 - 2008

La Colección VI : amar, pensar y resistir : encuentro entre dos colecciones. Vitoria-
Gasteiz, ARTIUM-Centro Museo Vasco de Arte Contemporáneo, 29 marzo - 19 agosto 2007;
Zaragoza, La Lonja, 20 diciembre 2007 - 10 febrero 2008.
- Cáceres 2007

Foro Sur'07. Cáceres, Centro de Exposiciones San Jorge : Galería Cubo Azul (León),
26 - 29 abril 2007.
- Donostia-San Sebastián 2007

DFoto, Feria Internacional de Fotografía Contemporánea y Vídeo. Donostia-San
Sebastián, Kursaal : Galería Cubo Azul (León), 3 - 6 mayo 2007.
- León 2007 - 2008

Existencias. León, MUSAC-Museo de Arte Contemporáneo de Castilla y León,
21 septiembre 2007 - 6 enero 2008.
- Valencia 2007

Valencia.Art'07. Valencia, Hotel Astoria : Galería Raquel Ponce (Madrid), 25 - 28 octubre
2007.
- Salamanca 2007

Art Salamanca'07. Salamanca, Palacio de Congresos y Exposiciones de Castilla y León :
Galería Cubo Azul (León), 6 - 9 diciembre 2007.
- Huarte (Navarra) 2009

Gaiak : arte y naturaleza. Huarte, Fundación Huarte Buldain, 16 abril - 18 junio 2009.
- Logroño 2010

Ars Itineris : el viaje en el arte contemporáneo. Logroño, Sala Amós Salvador, 19 julio -
3 octubre 2010.
- Donostia-San Sebastián 2010 - 2011

Jai Alai : euskal pilotaren edertia = La pelota vasca y el arte. Donostia-San Sebastián,
Kubo-kutxa Aretoa = Sala Kubo-kutxa, 28 octubre 2010 - 9 enero 2011.
- Donostia-San Sebastián 2011

San Sebastián : esparru sakratu eta profanoari buruz : imaginario garaikidea = de lo
sagrado y lo profano : un imaginario contemporáneo. Donostia-San Sebastián, Kubo-kutxa
Aretoa = Sala Kubo-kutxa, 19 enero - 27 marzo 2011.

### Museus i col·leccions
- ARTIUM-Centro Museo Vasco de Arte Contemporáneo, Vitoria-Gasteiz.
- Colección de Arte Contemporáneo Fundació "la Caixa", Barcelona.
- Colección Norte de Arte Contemporáneo, Gobierno de Cantabria, Cantabria.
- Irungo Udala-Ayuntamiento de Irun (Gipuzkoa).
- MUSAC-Museo de Arte Contemporáneo de Castilla y León, León.

## Exposició a l'Espai 13
Cicle: "Cercles invisibles"
Fundació Miró
06/11/1997 - 26/07/1998
Temporada 1997-1998
El cicle Cercles invisibles tractava d'analitzar l'entorn que ens envolta, en clau físic i social, aconseguint que els artistes novells a unir la seva proposta amb aquest espai nostre, tot expressant-se en les seves primeres obres.
Leopoldo Ferran i Agustina Otero: La trinxera líquida
Espai 13, Fundación Joan Miró, Barcelona
06/11 - 14/12/1997
Leopoldo i Agustina proposen un paisatge imaginari i sense límits, on es juga amb la realitat i la irrealitat. De les parets surten unes punxes d'alumini i el sostre cau en peixeres de vidre plenes d'aigua amb petits paisatges en miniatura. Es mostra un paisatge enorme a l'interior, que uneix tota la peça i concentra al mig a l'espectador.

## Llibres
- Trente-six sphères tendues pour une église : Leopoldo Ferrán - Agustina Otero : Chapelle Saint-Louis, Hôpital de la pitié-salpêtrière. Paris
- Cartografía para el corredor de un delta sin mar : Leopoldo Ferrán-Agustina Otero
- Tutto sono isole : Leopoldo Ferrán, Agustina Otero
- De peregrinos y naúfragos : Leopoldo Ferrán, Agustina Otero
- Leopoldo Ferrán, Agustina Otero : Zaragoza - febrero-marzo 2003
- Zirtaka - crepitar : Leopoldo Ferrán, Agustina Otero : erakusketa - exposición ... 28 de octubre-17 enero del 2004